# Hora staccato
Hora staccato (1906) est une pièce virtuose pour violon de Grigoraș Dinicu.

## Présentation
Il s'agit d'une œuvre courte et rapide inspiré des horas roumaines. Elle est devenue l'un des bis préféré des violonistes, en particulier dans l'arrangement de 1932 de Jascha Heifetz. La pièce exige une maîtrise exceptionnelle du staccato, aussi bien en poussant qu'en tirant. Le caractère de la pièce exige également que les notes soient articulées de manière nette et claire afin de faire ressortir l'énergie de la musique.
Dinicu a écrit cette pièce pour son diplôme du Conservatoire de Bucarest en 1906, et l'a interprétée lors de la cérémonie de remise des diplômes. Par la suite, elle a été arrangée pour de nombreux instruments, par exemple, pour trompette et piano, flûte et piano... et également pour un orchestre symphonique complet ("pour grand orchestre instrumenté"). Cette version est signée par l'arrangeur bulgare, Pantcho Vladigueroff, le 5 avril 1942 et se trouve à la bibliothèque de la Philharmonie de Bucarest sous la cote 1361.

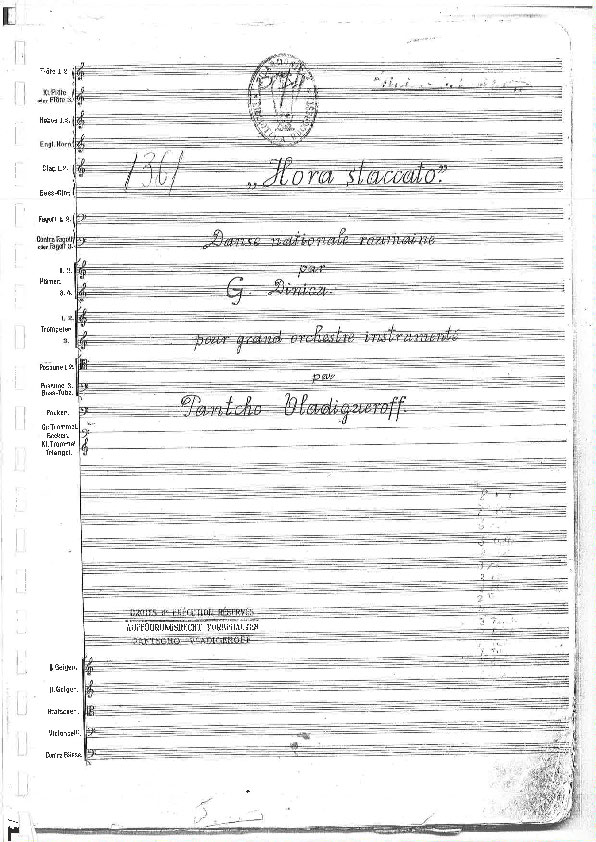
La première page de l'arrangement pour orchestre

- (en) Cet article est partiellement ou en totalité issu de l’article de Wikipédia en anglais intitulé « Hora staccato » (voir la liste des auteurs).